# Liste der Monuments historiques in Allaire
Die Liste der Monuments historiques in Allaire führt die Monuments historiques in der französischen Gemeinde Allaire auf.

## Liste der Bauwerke
| Bezeichnung | Beschreibung                  | Standort           | Kennzeichnung | Schutzstatus | Datum          | Bild           |
| ----------- | ----------------------------- | ------------------ | ------------- | ------------ | -------------- | -------------- |
| Herrenhaus  | Erbaut im 15. Jahrhundert     | Deilac (Lage)      | PA00090974    | Inscrit      | 1976 2003 2004 | weitere Bilder |
| Herrenhaus  | Erbaut im 15./16. Jahrhundert | Vau de Quip (Lage) | PA00090975    | Inscrit      | 1978 1993      |                |

## Liste der Objekte
- Monuments historiques (Objekte) in Allaire in der Base Palissy des französischen Kultusministeriums